# Snježana
Snježana je  žensko osebno ime.

## Izvor imena
Ime Snježana je različica imena Snežana.

## Pogostost imena
Po podatkih Statističnega urada Republike Slovenije je bilo na dan 31. decembra 2007 v Sloveniji število ženskih oseb z imenom Snježana: 356.

## Osebni praznik
V koledarju je ime Snježana uvrščeno Snežani; god praznuje 5. avgusta.